# Université Saint John de York

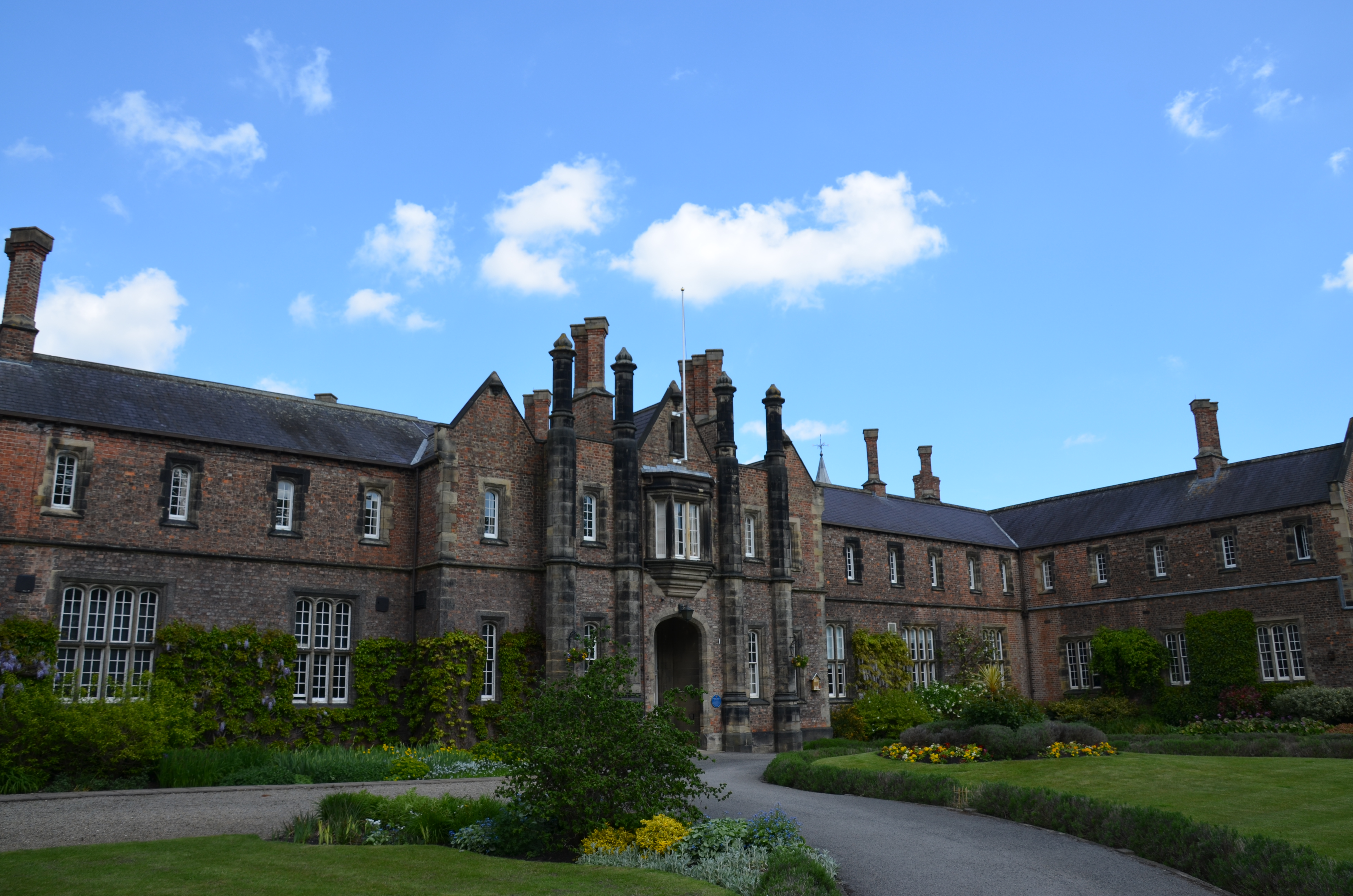
Université Saint John de York

Pour les articles homonymes, voir Université de Saint John.
Ne doit pas être confondu avec Université d'York.
L'université Saint John de York (York St John University) est une université britannique située à York, dans le nord de l'Angleterre.

## Historique
L'université a vu le jour sous sa forme actuelle en 2006 lorsque le statut lui a été accordé par le Conseil privé. Elle est l'héritière d'une institution créée dès 1841.

## Sports
L'université a développé un partenariat avec le club de rugby à XIII des York City  Knights : elle sponsorise le club, son nom apparaissant sur le maillot du club. 
Mais l'engagement de l'université vis-à-vis du rugby à XIII se confirme au moment de la coupe du monde de 2021 : ainsi elle bénéfice du programme d'aide pour la construction d'un stade « 3G ».